# Ułańska siódemka

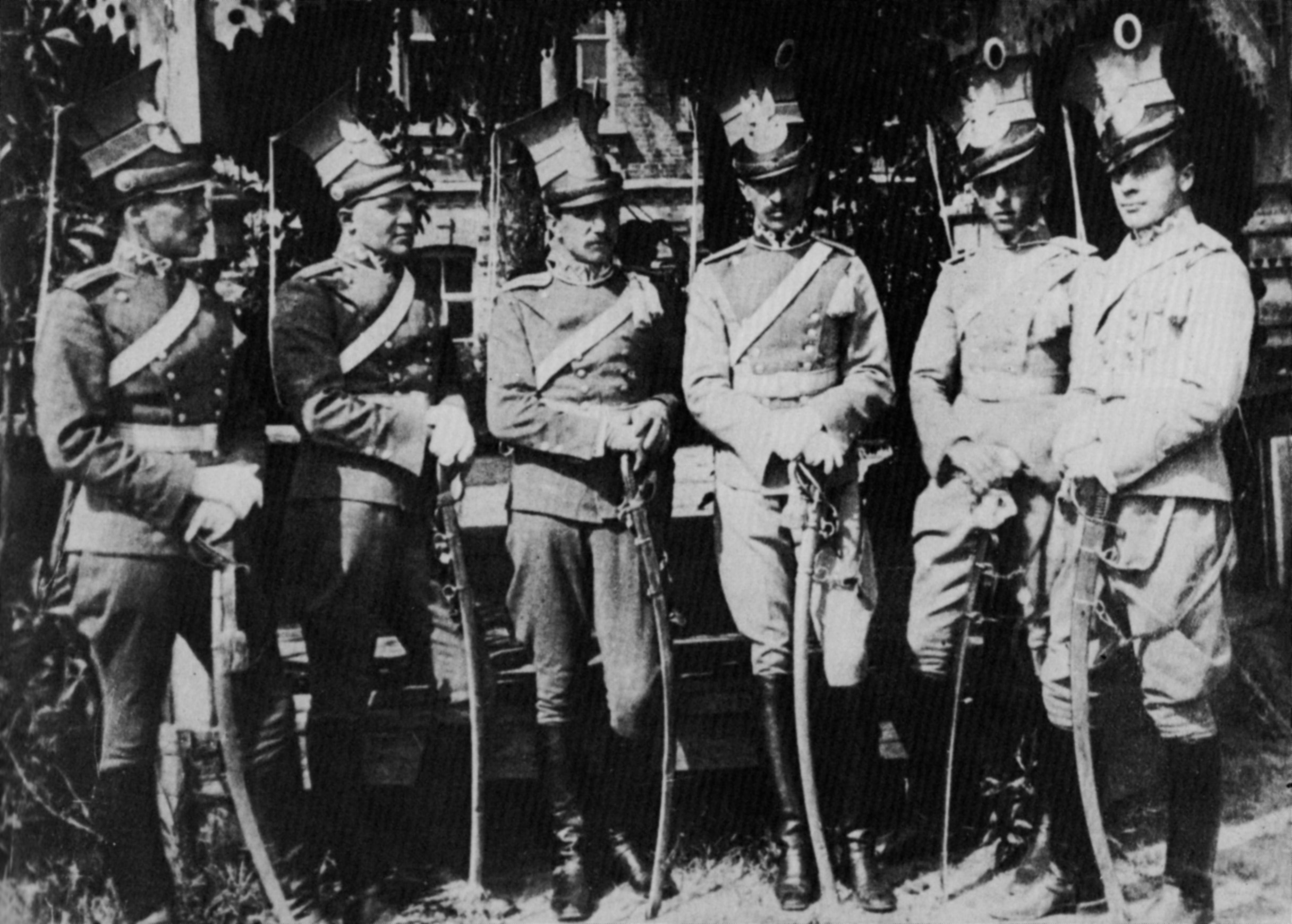
Patrol Beliny w czerwcu 1917 roku w Ostrołęce.
Od lewej:
Ludwik Skrzyński „Kmicic”
Stefan Kulesza „Hanka”
Władysław Prażmowski „Belina”
Janusz Głuchowski „Janusz”
Stanisław Skotnicki „Grzmot”
Antoni Jabłoński „Zdzisław”.
Brak poległego pod Kostiuchnówką Zygmunta Karwackiego „Bończy”.

Siódemka Beliny, ułańska siódemka – nazwa siedmioosobowej grupy zwiadowczej strzelców Józefa Piłsudskiego, która 2 sierpnia 1914 z rozkazu komendanta wyruszyła z zadaniem przekroczenia granicy zaboru rosyjskiego, utworzenia patrolu konnego i dokonania rozpoznania w kierunku na Miechów, przed wkroczeniem na te tereny oddziałów Strzelców. Grupa ta była zawiązkiem kawalerii w Polsce Odrodzonej.
W składzie tej grupy byli:
- Władysław Prażmowski ps. „Belina” – dowódca zwiadu,
- Janusz Głuchowski „Janusz”,
- Antoni Jabłoński ps. „Zdzisław”,
- Zygmunt Karwacki ps. „Bończa”,
- Stefan Kulesza ps. „Hanka”,
- Stanisław Skotnicki ps. „Grzmot”,
- Ludwik Skrzyński ps. „Kmicic”[1].

2 sierpnia, tuż po północy grupa ta, uzbrojona w karabiny i pistolety, posiadająca mundury i ubrania cywilne, które mieli zmieniać w zależności od okoliczności, dwiema bryczkami przekroczyła granicę zaborów w punkcie granicznym zlokalizowanym na terenie przysiółka Baran koło Kocmyrzowa. Plan działania zakładał penetrację terenu, rozbicie rosyjskiego punktu mobilizacyjnego w Jędrzejowie, zdobycie koni i przekształcenie się w oddział kawaleryjski.
Nad ranem ułani ci, choć na razie bez koni, przybyli do dworu w Goszycach, należącego do Zofii Zawiszanki (członkini konspiracji i znajomej Zygmunta Karwackiego). Tu od właścicieli otrzymali wsparcie – żywność i furmanki, którymi ruszyli w dalszą drogę. Gdy przybyli do Jędrzejowa nie zastali w nim już Rosjan – polscy rezerwiści, którzy tego dnia zgłosili się do tutejszego punktu mobilizacyjnego poinformowali, że Rosjanie poważnie potraktowali wyolbrzymioną wieść o zmierzającym ku nim licznym polskim oddziałom i zrejterowali z miasta.
Dowodzący akcją Władysław Prażmowski „Belina” uznał, że postawione zadanie militarne zostało wykonane i zarządził powrót przez Słomniki – inną niż wstępnie planowano drogą. Zamierzał bowiem uderzyć na stacjonujący tam oddział rosyjskiej straży granicznej. Gdy jednak po przybyciu na miejsce okazało się, że w Słomnikach przebywa duży oddział wojsk rosyjskich, w sile przeszło kompanii, odstąpili od zamiaru walki i ukryci w zbożu odczekali do czasu, gdy Rosjanie odmaszerowali w kierunku Miechowa. Dopiero wtedy ruszyli dalej.
Do kolejnego starcia z Rosjanami o mało nie doszło we wsi Prandocin. Zbliżający się do wsi zwiadowcy w panującej porannej mgle dostrzegli patrol jeźdźców. Belina postanowił uderzyć i podał rozkaz ataku na bagnety – strzelcy ruszyli tyralierą w kierunku wroga. Na szczęście Rosjanie, których było znacznie więcej niż Polaków, z powodu mgły również źle oszacowali liczbę atakujących i unikając starcia wycofali się w kierunku Skalbmierza. Ku maszerującym pod dowództwem Beliny przez wieś strzelcom wyszedł z kościoła ksiądz Wiadrowski, powstaniec styczniowy i udzielił im błogosławieństwa.
W Skrzeszowicach, w majątku Kleszczyńskich, Beliniacy otrzymali konie i 4 sierpnia 1914 powrócili ze zwiadu cali i zdrowi jako ułani. Nie spełniły się tym samym słowa komendanta Piłsudskiego, który żegnał ich dwa dni wcześniej sarkastycznym dowcipem: „Choć będziecie wisieć, spełnicie pięknie żołnierski obowiązek, ale historia o was nie zapomni.”
6 sierpnia 1914 „siódemka” ponownie przekroczyła kordon jako zwiad Pierwszej Kompanii Kadrowej w jej marszu na Kielce. Podczas marszu powstał pluton jazdy, który bardzo szybko przekształcił się w szwadron, dywizjon, wreszcie w jesieni 1915 – w 1 Pułk Ułanów Legionów Polskich.